# Солдатская сельская территория
Солдатская сельская территория — административно-территориальная единица Старооскольского городского округа включающая в себя 2 села: Солдатское, Терновое. Административный центр — село Солдатское.

## Состав сельской территории
| № | Населённый пункт | Тип населённого пункта       | Население |
| - | ---------------- | ---------------------------- | --------- |
| 1 | Солдатское       | село, административный центр | ↗1269     |
| 2 | Терновое         | село                         | ↘188      |

## Географические данные
| Территория           | Площадь    |
| -------------------- | ---------- |
| Сельхозугодья        | 3918,8 га. |
| Пашня                | 3088,8 га. |
| Сенокосы, пастбища   | 830 га.    |
| Леса и лесополосы    | 3355,1 га. |
| Реки, пруды, водоемы | 114 га.    |
| Протяженность дорог  | 38,1 км.   |
| Общая площадь        | 8589 га.   |